# 金海蘭
金海蘭（KIM Hae-Ran，1984年3月16日—），韓國女子排球運動員，現為韓國國家女子排球隊隊員，司職自由人。

## 簡歷
2012年7月，金海蘭代表韓國出戰英國倫敦舉行的奥林匹克运动会女子排球比賽。